# Дім Аббасій

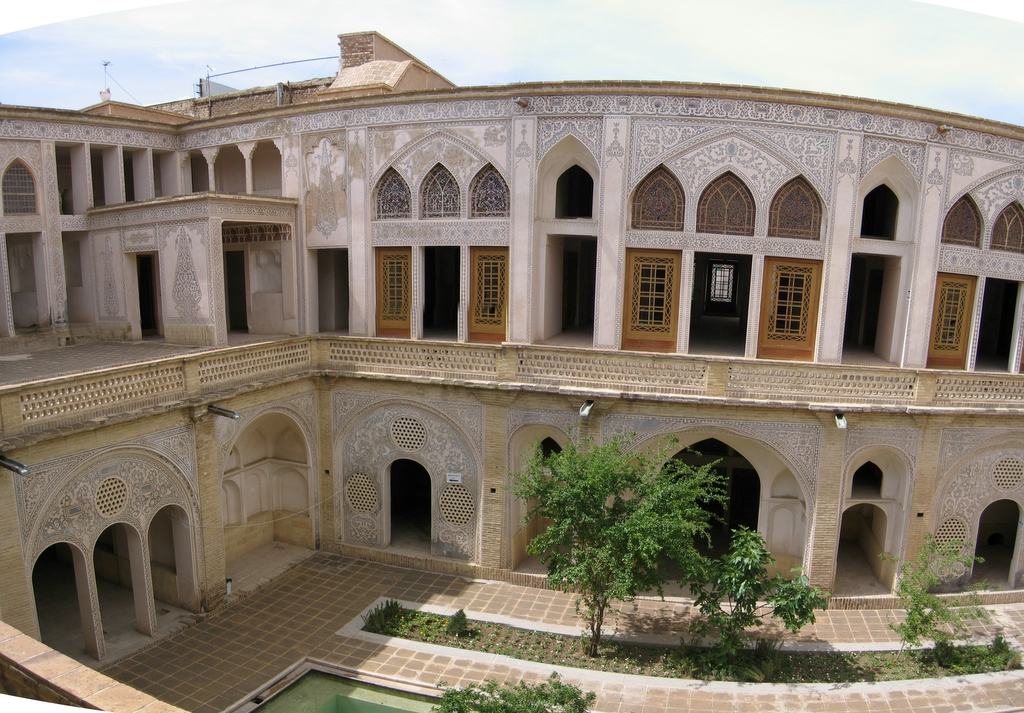

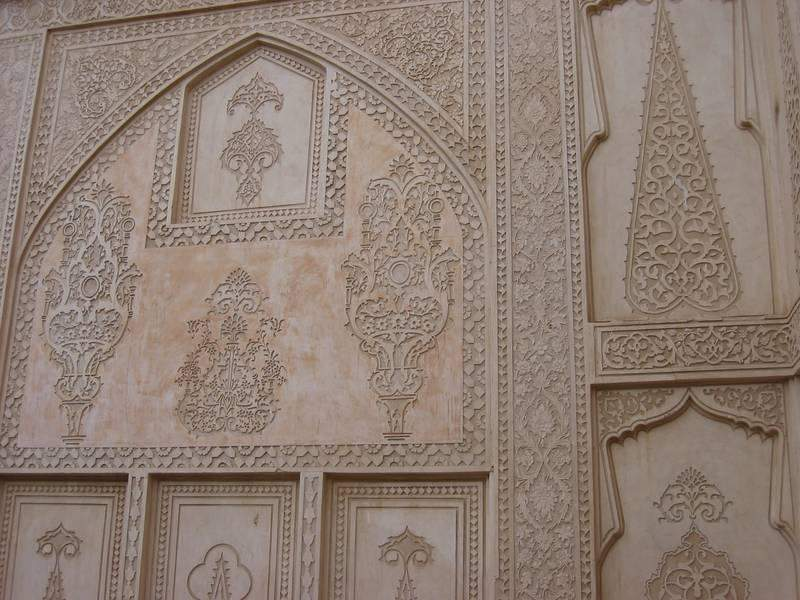

Дім Аббасій — велика історична будівля в Кашані, провінція Ісфахан, Іран.
Збудована наприкінці XVIII століття, є взірцем кашанської житлової архітектури цього періоду. За деякими відомостями, будівля належала до впливового богослова. Має чотири внутрішні двори з басейнами; різні приміщення будівлі були призначені для різних цілей: тільки для гостей або господарів.
В одній із частин будинку була влаштована стеля із дзеркал, яка при штучному освітленні мала створювати подобу нічного неба зі зірками. Будівля багато декорована: стіни прикрашені різьбленням, купол передбачає лише опосередковане потрапляння світла в житлові приміщення, що запобігає надмірному підвищенню температури повітря в них. У будівлі існують також таємні ходи, зроблені, можливо, для втечі мешканців будівлі у разі нападу чи надзвичайної ситуації.
Нині будівля є музеєм та охороняється Організацією культурної спадщини Ірану.

## Галерея

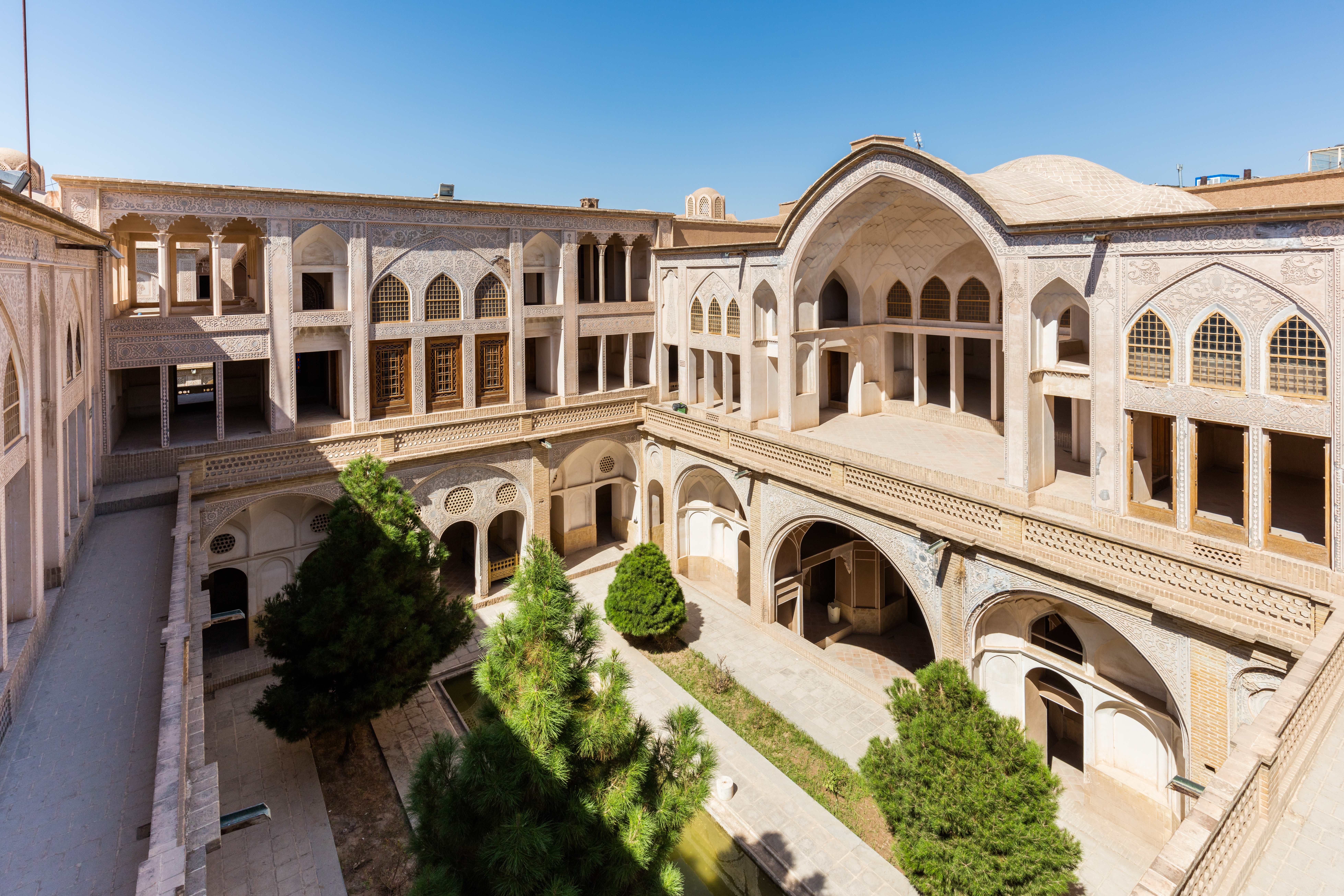
Зовнішній вигляд будинку Аббасій та його центрального двору
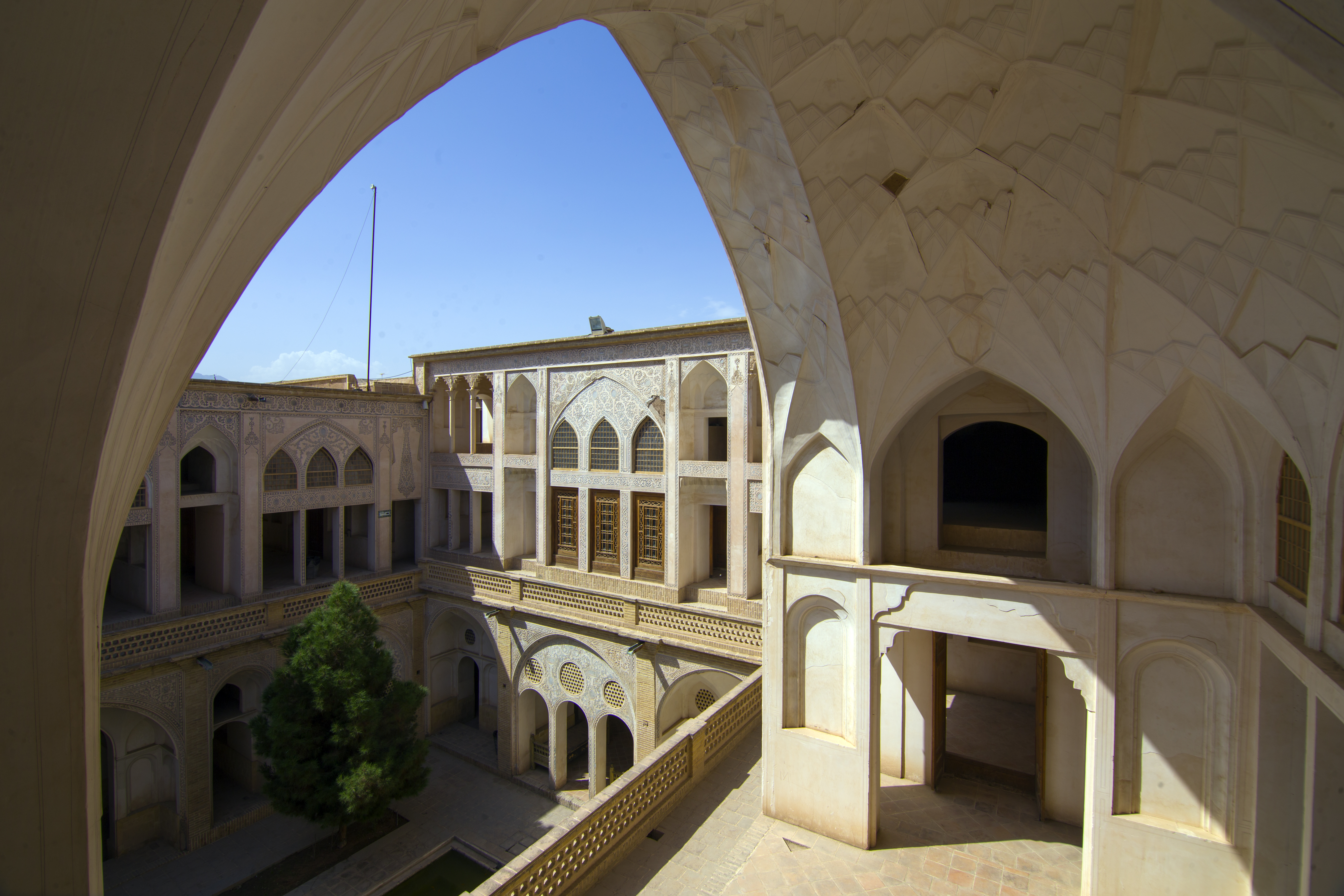
Вид зсередини айвана (балкон) у будинку Аббасі.
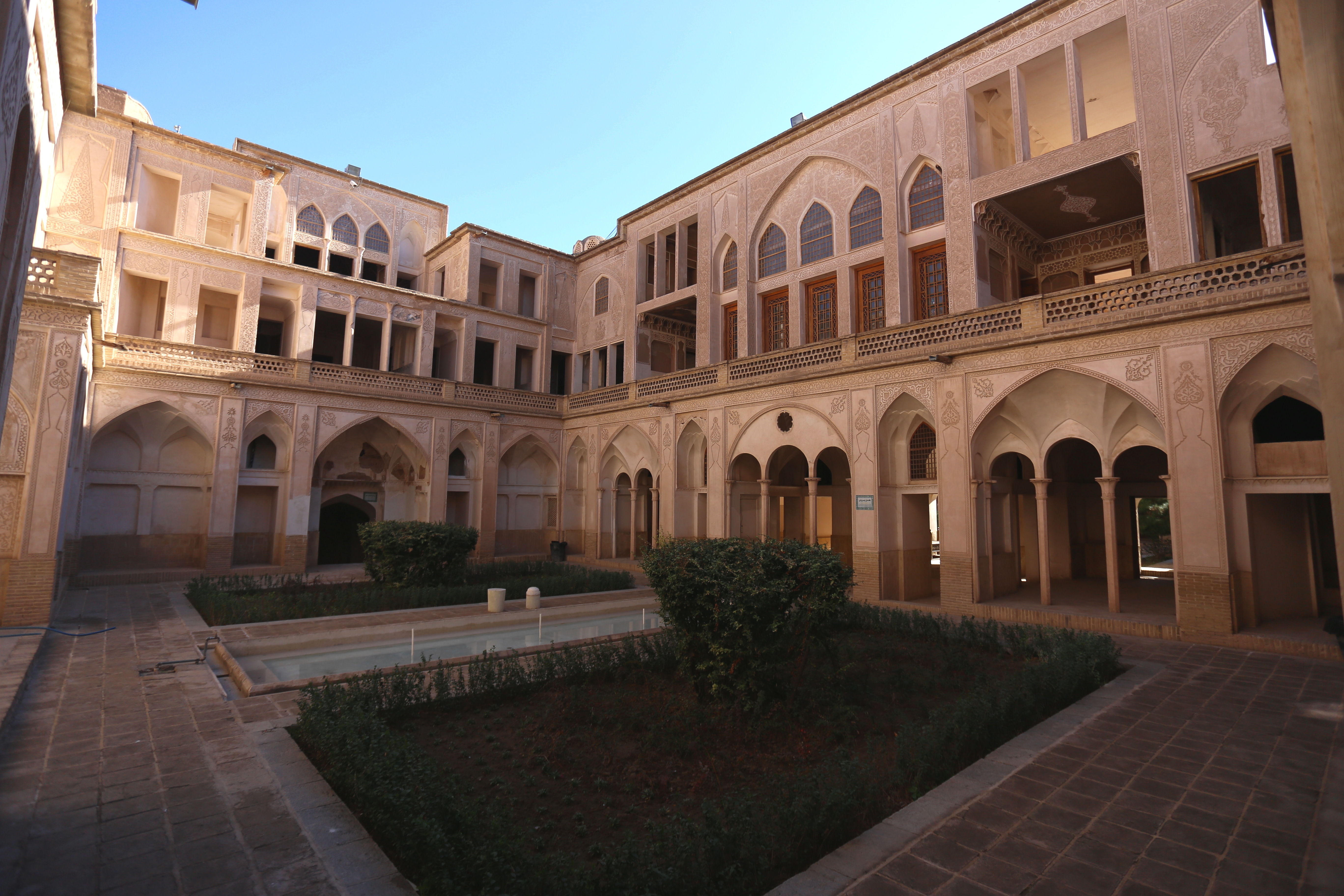
Сади та басейн у центральному дворі
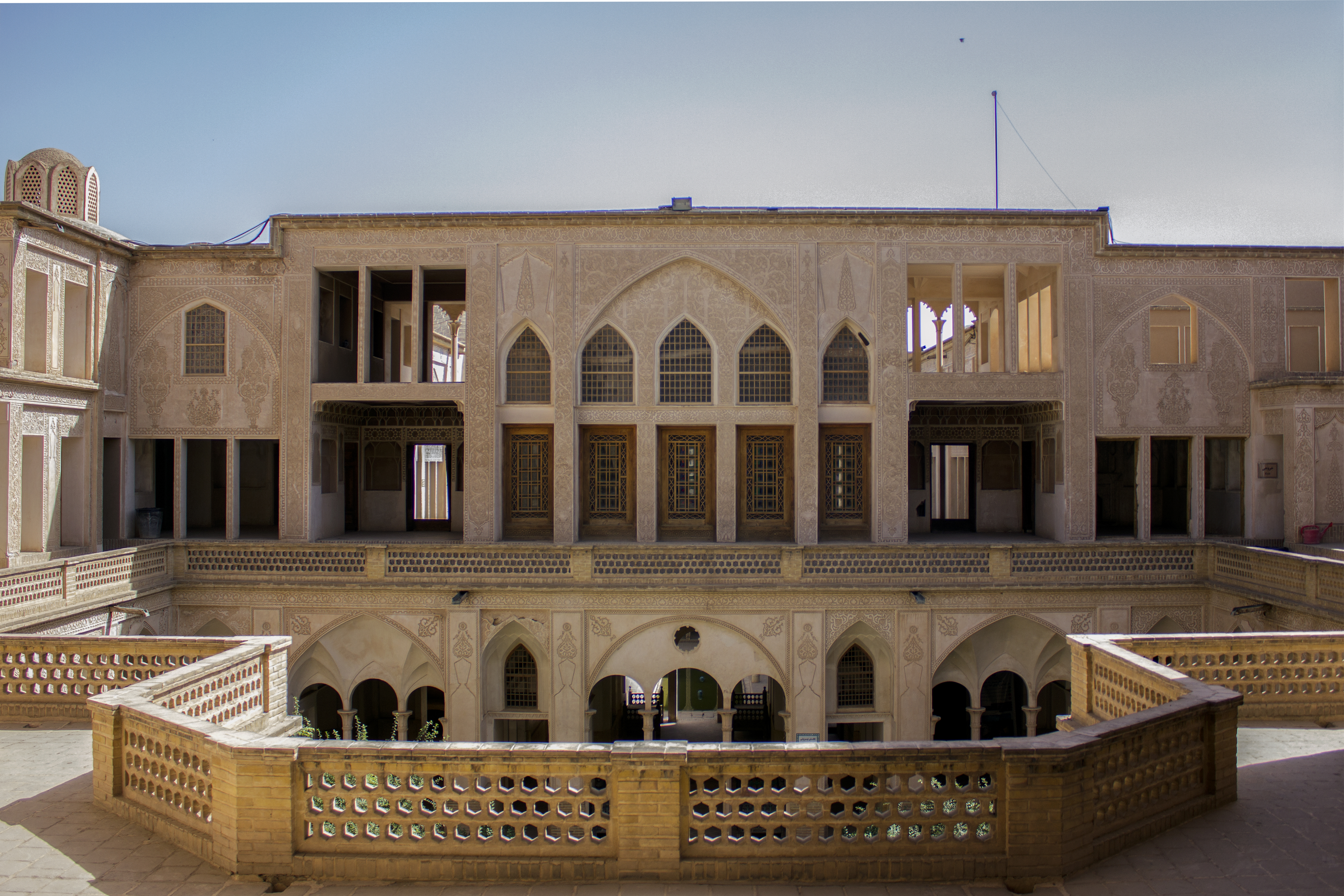
Зовнішній вигляд на верхньому поверсі
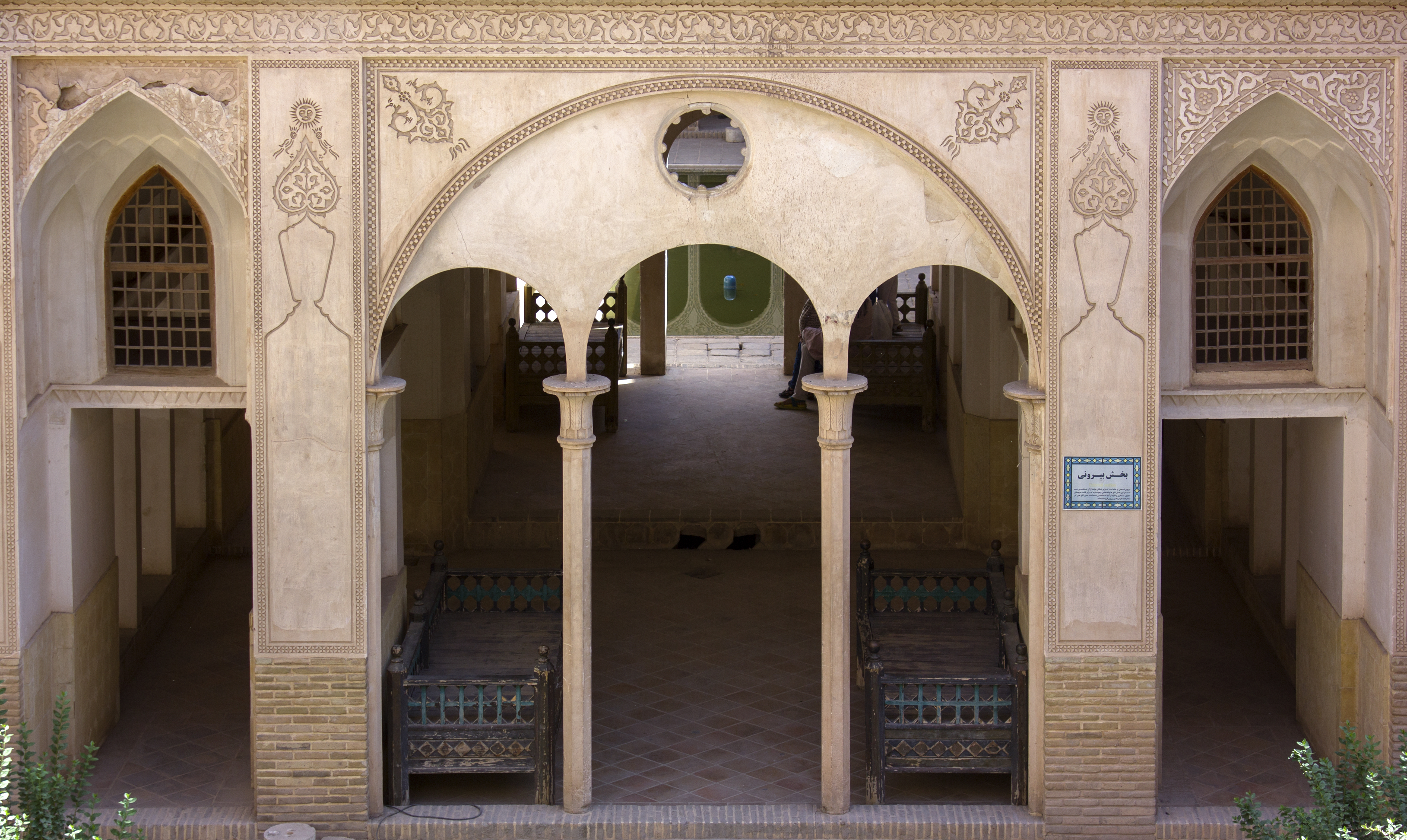
Зовнішній вигляд коридорів нижнього поверху всередині
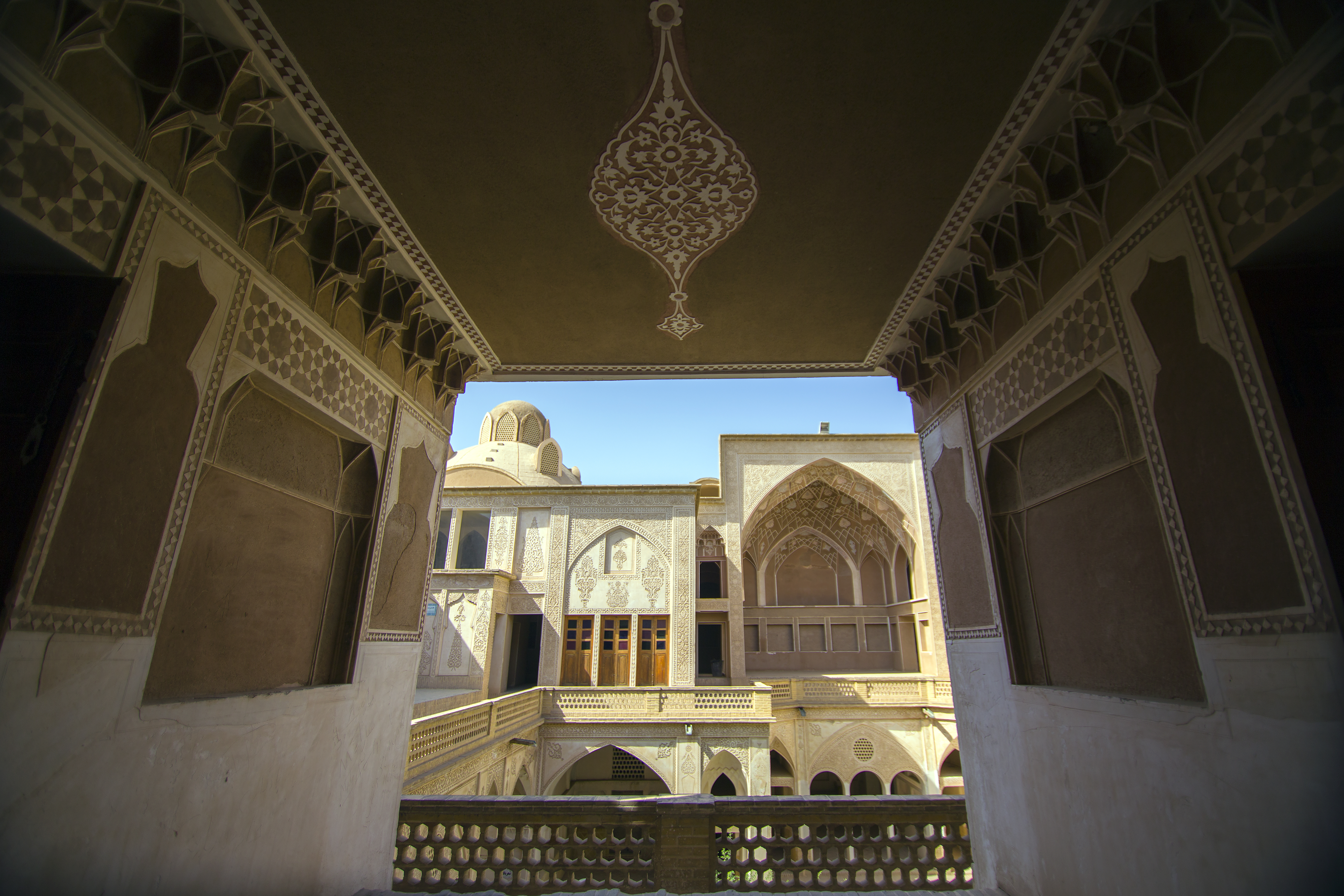
Вид з кімнати на верхньому поверсі
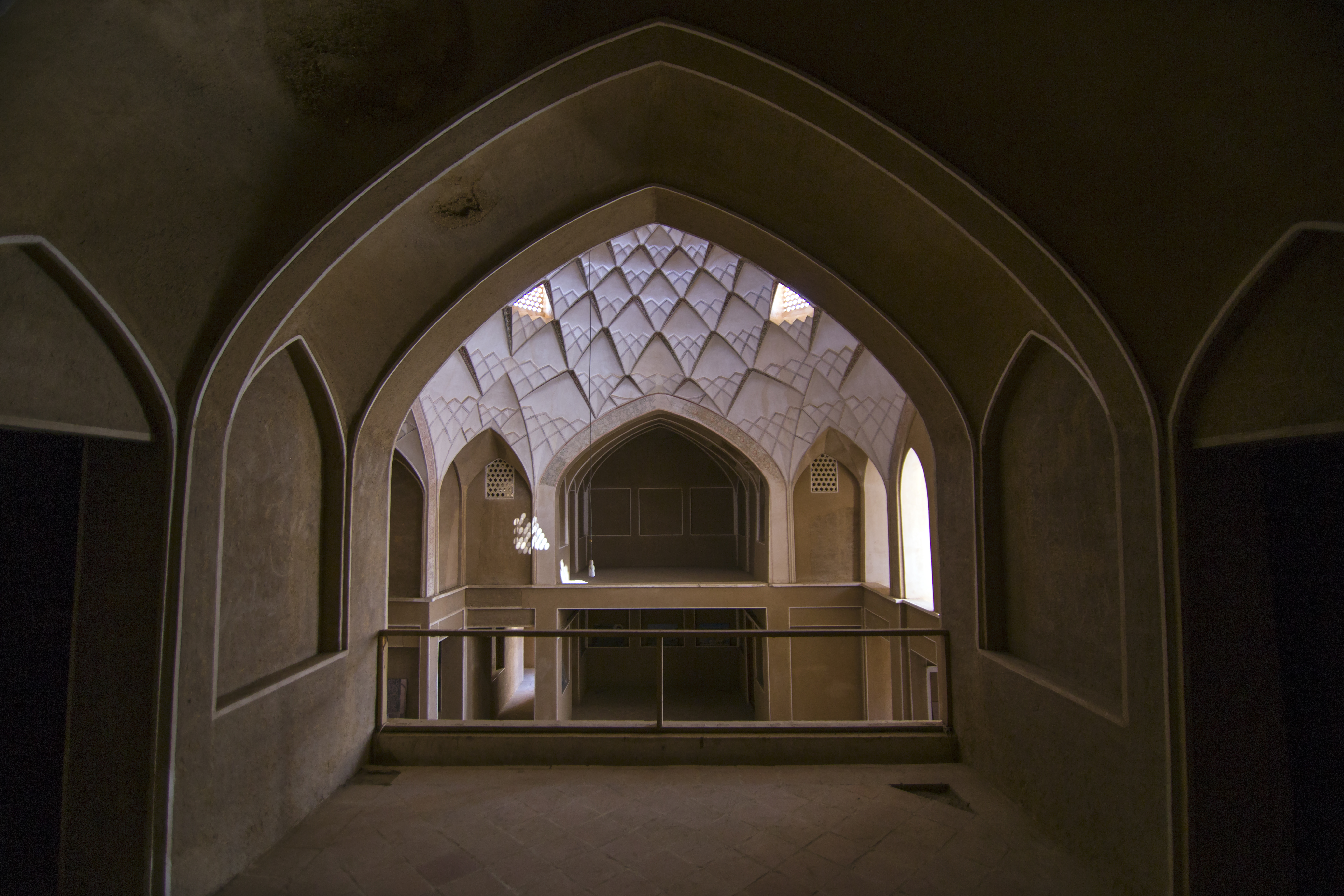
Кімнати на верхньому поверсі
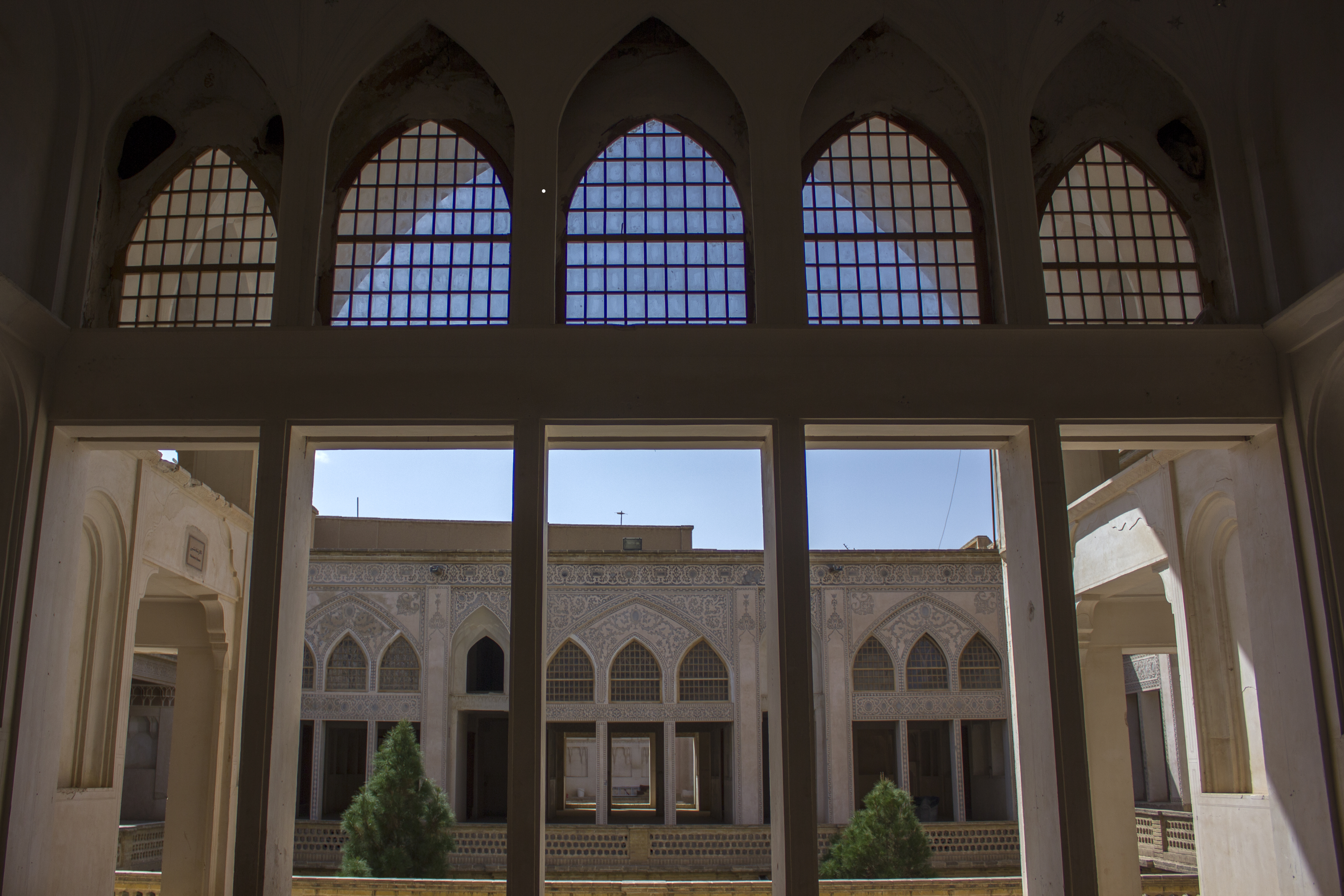
Вид з кімнати на верхньому поверсі
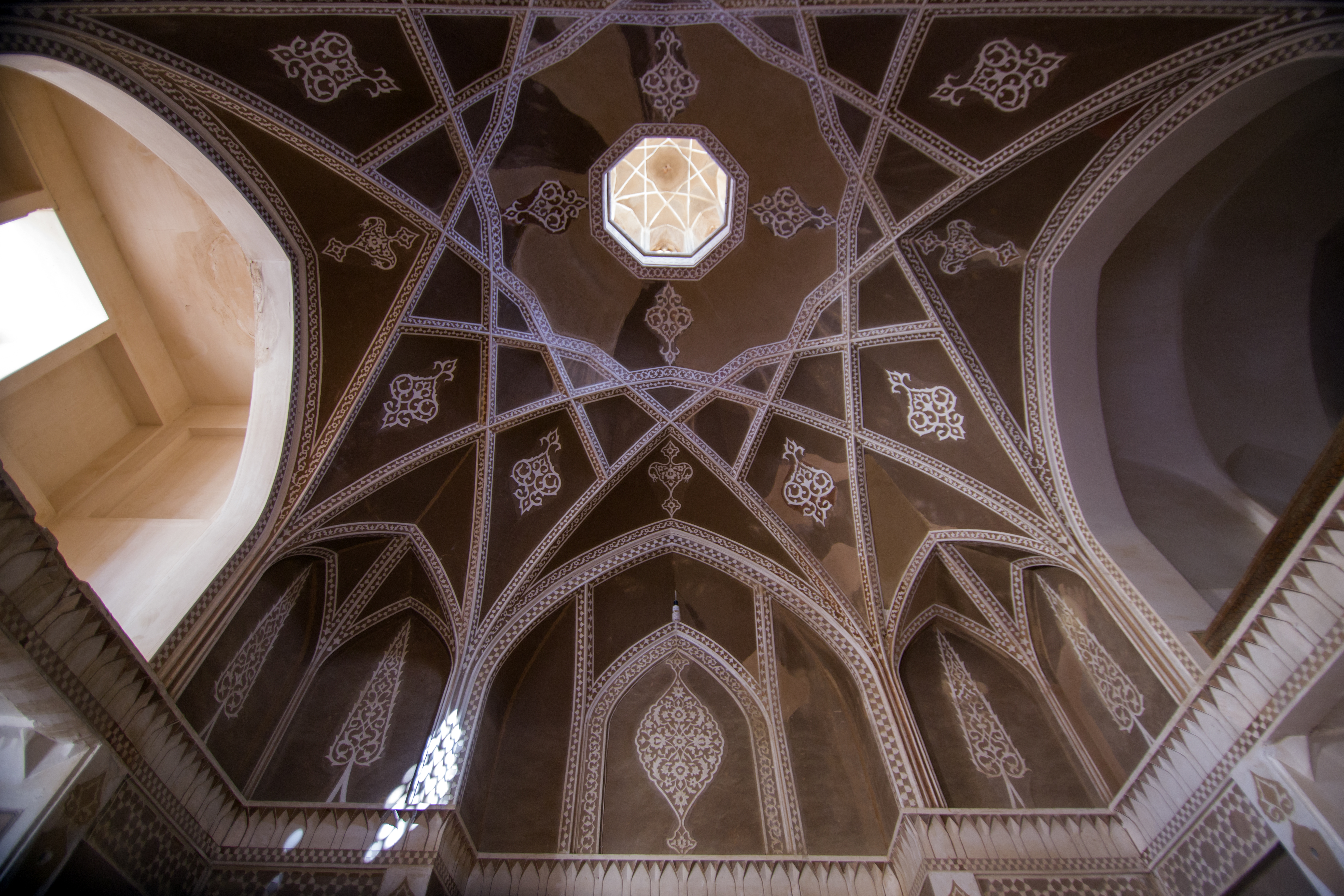
Стеля у будинку Аббасій
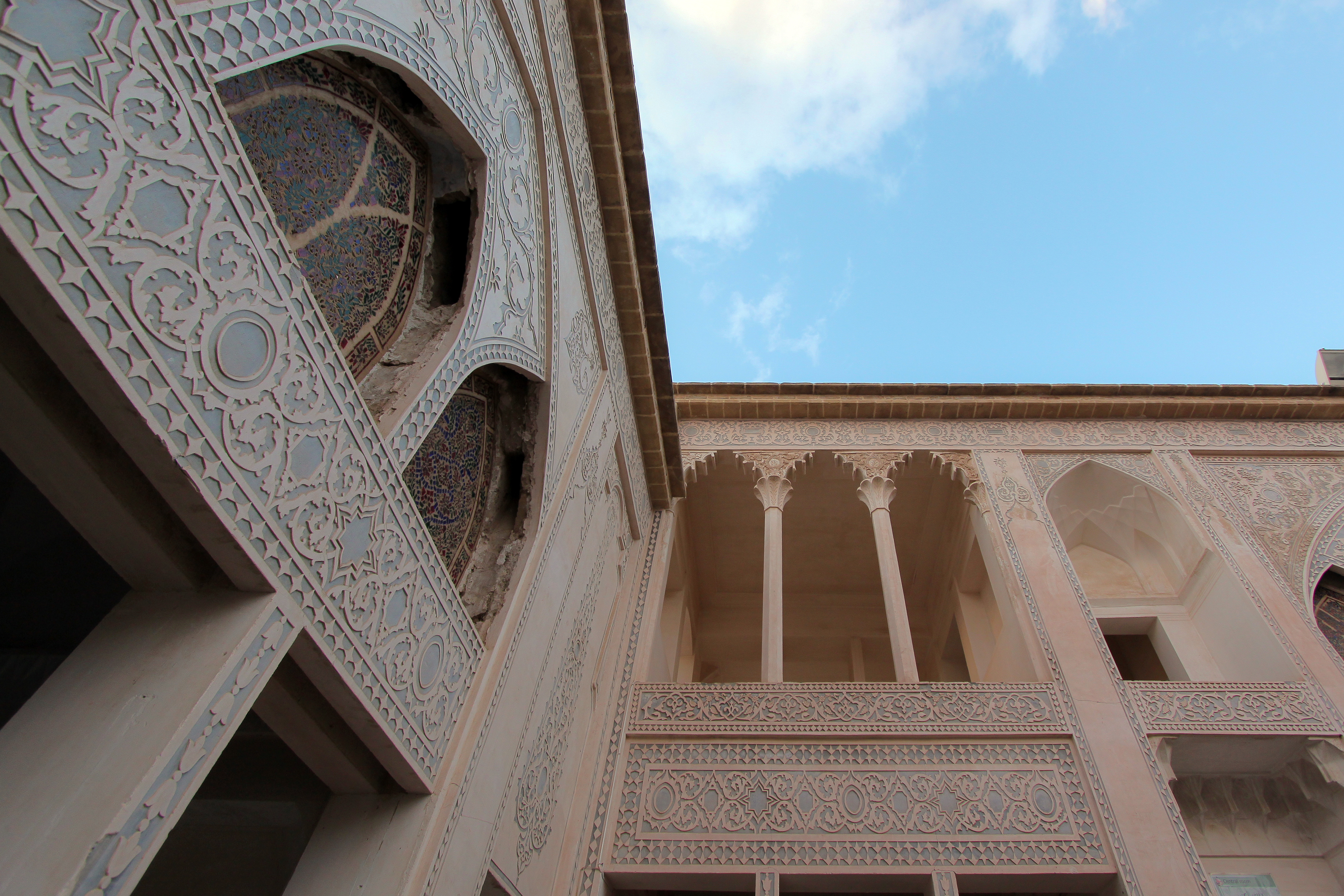
Різьблені фігурки на зовнішніх стінах
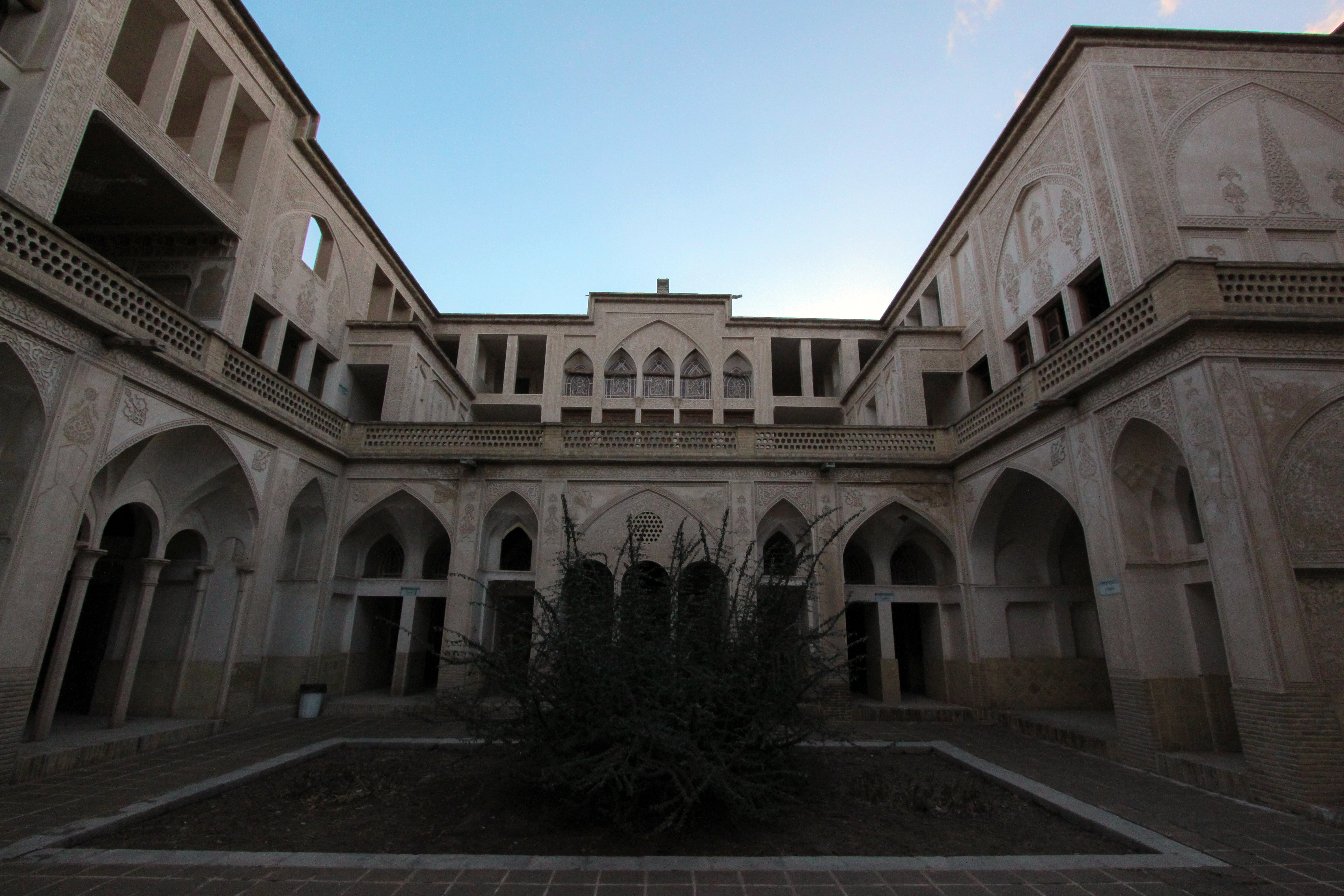
Центральне подвір'я
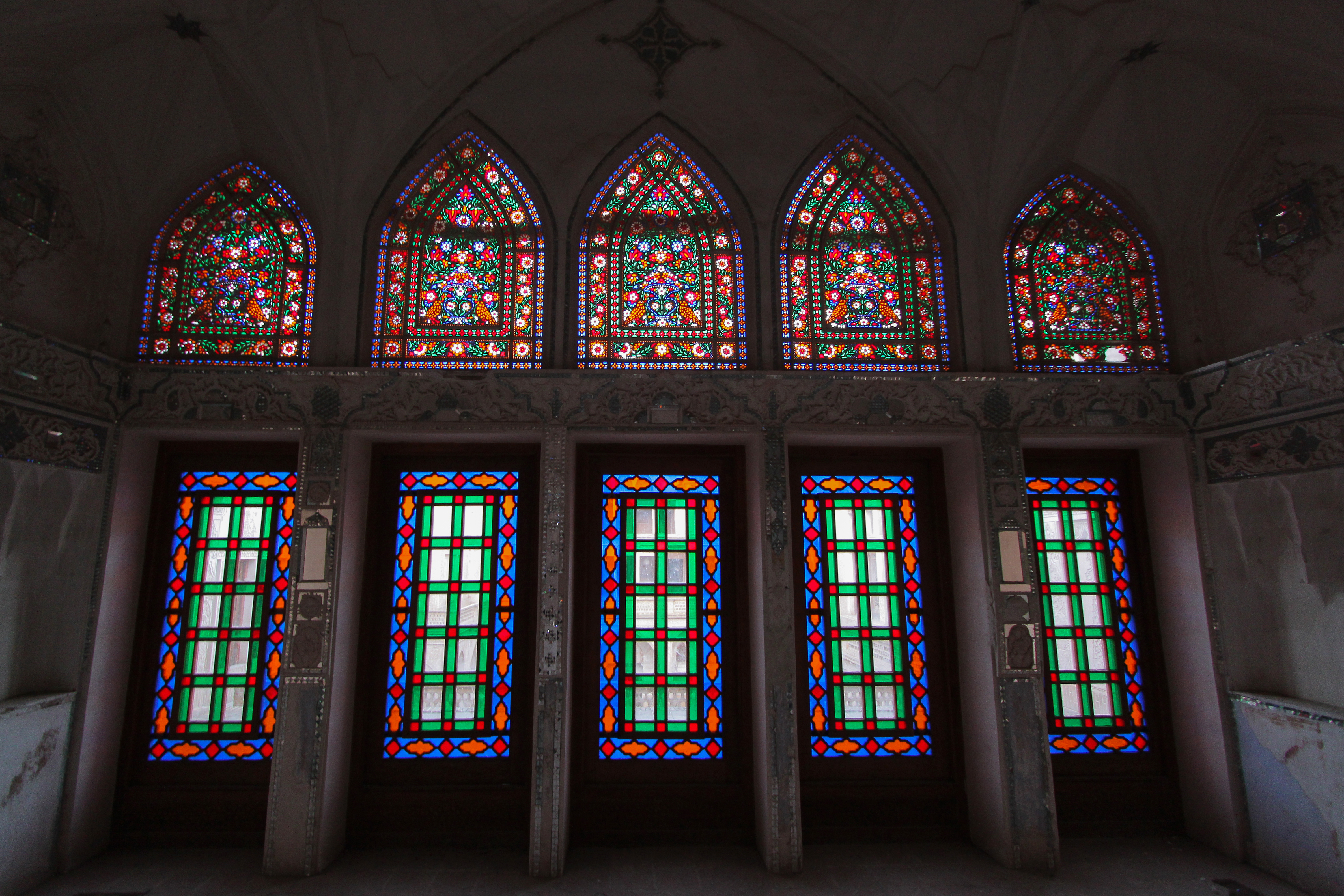
Вітражі